# Cechowanie termometru
Cechowanie termometru – rodzaj skalowania. Pozwala ono odczytywać z termometru rzeczywistą temperaturę.
Termometry są przyrządami, w których wykorzystana jest zależność pewnej własności materiału (np.: gęstości, oporu, różnicy potencjałów, czyli parametru termometrycznego) od temperatury. Cechowanie polega na powiązaniu zmiany tej własności z temperaturą.

## Procedura cechowania
Do cechowania wykorzystuje się zjawiska zachodzące w stałej temperaturze.
Wykorzystywane są substancje o znanej temperaturze topnienie lub wrzenia.
Najczęściej jest to lód topniejący pod normalnym ciśnieniem (0 °C) i woda wrząca pod ciśnieniem normalnym (100 °C). Jeżeli ciało termometryczne zmienia swoje własności liniowo z temperaturą, te dwa punkty wystarczają do wycechowania termometru. Wystarczy, po wyznaczeniu tych dwóch punktów na skali podzielić ją na sto części. Taki termometr umożliwia pomiar temperatury z dokładnością do 1 °C. Skalę tę można ekstrapolować do niższych i wyższych temperatur.
W bardziej precyzyjnych termometrach punktów cechowania powinno być więcej, a temperatura powinna być interpolowana poprzez obliczenia lub element obliczeniowy, będący częścią składową termometru.
Do cechowania można użyć również termometru wzorcowego.